# 댈러스 러브 필드
댈러스 러브 필드(영어: Dallas Love Field, IATA: DAL, ICAO: KDAL)는 댈러스 시내의 북서쪽에 위치한 공항으로, 댈러스 포트워스 국제공항에 이은 댈러스 제2의 공항이다.
미국 저비용 항공사의 국내선이 대다수를 차지하고 있다. 사우스웨스트 항공의 메인 허브 공항이며, 댈러스 포트워스 국제공항의 개항 후에도 사우스웨스트 전용 허브로 이용 중이다.

## 역사
1917년 10월 배크먼 호 남동쪽에 러브필드 비행장으로 건설하였다. 캘리포니아주 샌디에이고에서 비행기 사고로 사망한 장교 모스 리 러브에게 이름을 따왔다. 1927년 민항이 시작되었다. 1957년 10월 터미널 건물을 건설했고 1974년 댈러스와 포트워스가 함께 댈러스 포트워스 국제공항을 개항하기 전까지는 댈러스의 주요 공항으로 자리 잡았다.
그리고 존 F. 케네디가 암살되기 전 있었던 곳이기도 하다.

## 운항 노선
| 항공사                                         | 목적지 | 터미널 |
| ---------------------------------------------- | --- | ------ |
| 시포스트 항공                                  | 엘도라도, 핫스프링 | 1      |
| 델타 커넥션(피나클 항공 운영)                  | 멤피스 | 1      |
| 사우스웨스트 항공                              | 앨버커키, 애머밀로, 오스틴, 버밍햄, 엘파소, 휴스턴(인터콘티넨털), 캔자스시티, 리틀록, 러벅, 미들랜드(오데사), 뉴올리언스, 오클라호마시티, 세인트루이스, 샌안토니오, 털사 | 2      |
| 유나이티드 항공(콜간 항공 운영)                | 휴스턴(인터콘티넨털) | 1      |
| 유나이티드 익스프레스(익스프레스 잭 항공 운영) | 덴버, 휴스턴(인터콘티넨털) | 1      |
| 유나이티드 익스프레스(스카이 웨스트 항공 운영) | 덴버, 휴스턴(인터콘티넨털) | 1      |

## 연계 교통

### 버스 교통
- 버스 39번
- 버스 539번

### 철도 교통
- 그린 라인

## 통계
| 순위 | 목적지       | 승객수  | 운항사             |
| ---- | ------------ | ------- | ------------------ |
| 1    | 휴스턴       | 564,000 | 사우스 웨스트 항공 |
| 2    | 샌안토니오   | 319,000 | 사우스 웨스트 항공 |
| 3    | 오스틴       | 275,000 | 사우스 웨스트 항공 |
| 4    | 세인트루이스 | 215,000 | 사우스 웨스트 항공 |
| 5    | 캔자스시티   | 214,000 | 사우스 웨스트 항공 |
| 6    | 앨버커키     | 185,000 | 사우스 웨스트 항공 |
| 7    | 뉴올리언스   | 181,000 | 사우스 웨스트 항공 |
| 8    | 러벅         | 152,000 | 사우스 웨스트 항공 |
| 9    | 미들랜드     | 147,000 | 사우스 웨스트 항공 |
| 10   | 에머릴로     | 136,000 | 사우스 웨스트 항공 |

## 같이 보기
- 댈러스 포트워스 국제공항
- 존 F. 케네디 암살 사건